# 14 Heures
Pour plus de détails, voir Fiche technique et Distribution.
14 Heures (Fourteen Hours) est un film américain réalisé par Henry Hathaway, sorti en 1951.

## Synopsis
Désespéré, Robert Cosick menace de mettre fin à ses jours en se jetant du haut d'un immeuble new-yorkais. La police, alertée, établit autour de l'immeuble un cordon de sécurité et tente de l'en dissuader. Charlie Dunningan parvient à entrer en contact avec le malheureux et cherche à dénouer la situation. Le temps passe et l'évènement prend de l'ampleur.

## Fiche technique
- Titre original : Fourteen Hours
- Titre français : 14 Heures
- Réalisation : Henry Hathaway
- Scénario : John Paxton
- Production : Sol C. Siegel
- Société de production : 20th Century Fox
- Musique : Alfred Newman
- Photographie : Joseph MacDonald
- Montage : Dorothy Spencer
- Pays d'origine : États-Unis
- Format : Noir et blanc - 1,37:1 - Mono - 35 mm
- Genre : Drame
- Durée : 92 minutes
- Dates de sortie :
- États-Unis : 6 mars 1951

## Distribution
- Paul Douglas : Charlie Dunnigan
- Richard Basehart : Robert Cosick
- Barbara Bel Geddes : Virginia Foster
- Debra Paget : Ruth
- Agnes Moorehead : Christine Hill Cosick
- Robert Keith : Paul E. Cosick
- Howard Da Silva : Moskar
- Jeffrey Hunter : Danny Klempner
- Martin Gabel : Dr Strauss
- Grace Kelly : Mme Louise Ann Fuller
- Frank Faylen : Walter
- Jeff Corey : Sergent Farley
- James Millican : Sergent Boyle
- Donald Randolph : Dr Benson
- George Baxter : Procureur
- Leonard Bell : Chauffeur de taxi
- Barry Brooks : Photographe
- Bernard Burke : Capitaine de Police
- David Burns : Chauffeur de taxi
- Russell Hicks : Regan, directeur de l'hôtel

Acteurs non crédités
- George MacQuarrie : Révérend J. C. Parkinson
- Rory Mallinson : Policier
- Joyce Van Patten : Barbara
- Jerry Hausner

## Autour du film
- Le scénario du film a été écrit à partir d'un fait réel, relaté par un article de Joel Sayre (en), paru dans le magazine américain The New Yorker.
- Parmi les figurants se trouve le cinéaste John Cassavetes.